# Kabinett Lourenço

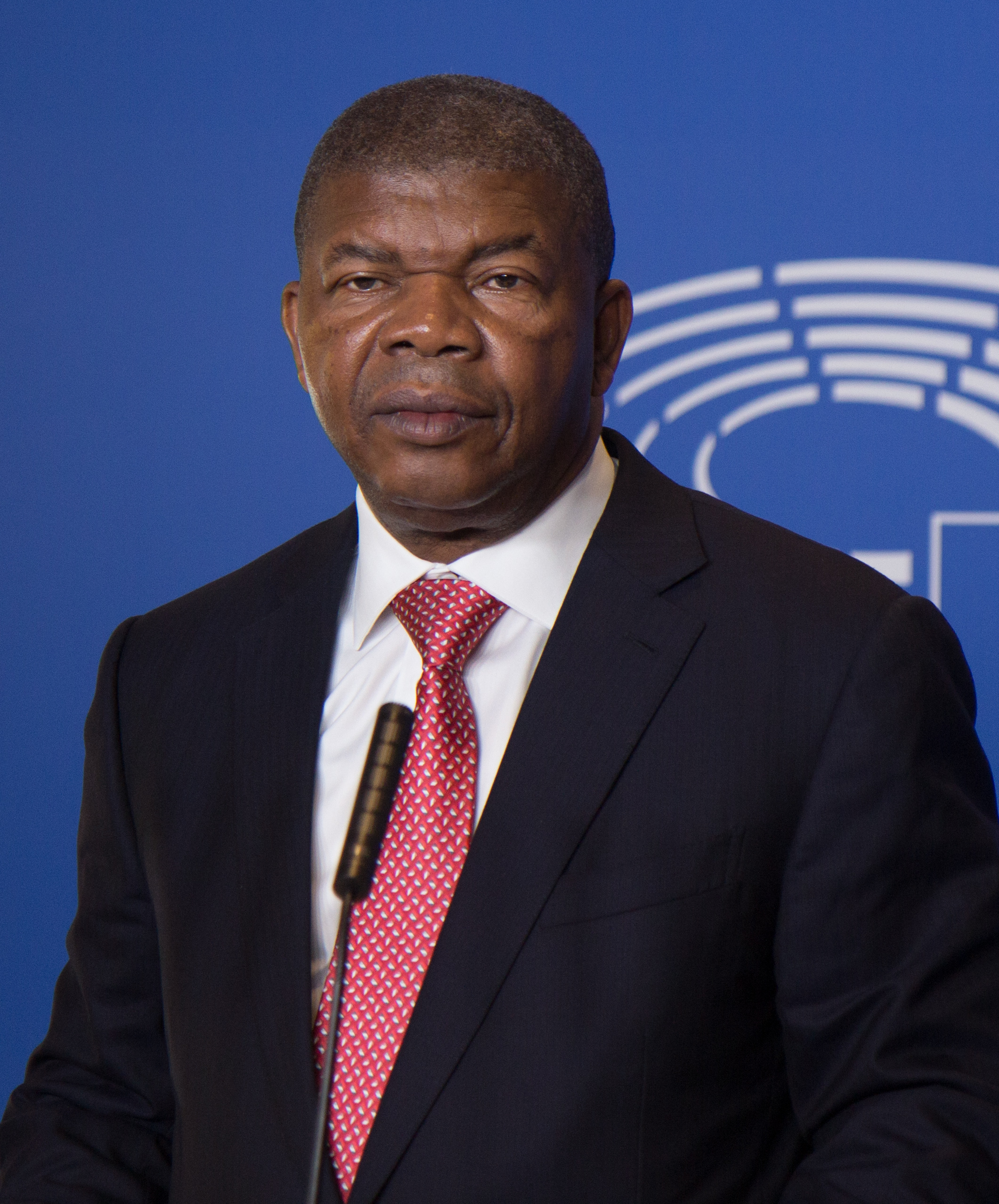
João Lourenço ist seit dem 26. September 2017 Staatspräsident von Angola

Das Kabinett Lourenço wurde in Angola am 28. September 2017 von Staatspräsident João Lourenço gebildet. Dem Kabinett gehören ausschließlich Mitglieder der Volksbewegung zur Befreiung Angolas MPLA (Movimento Popular de Libertação de Angola) an. Seither hat er das Kabinett auf verschiedenen Posten umgebildet.

## Kabinettsmitglieder
Dem Kabinett gehören folgende Mitglieder an:
| Ministerium | Amtsinhaber                                                             | Beginn der Amtszeit                                | Ende der Amtszeit                                                                                       |
| --- | ----------------------------------------------------------------------- | -------------------------------------------------- | --- |
| Bauwesen und öffentliche Arbeiten 2020: Öffentliche Arbeiten und Raumplanung                                                 | Manuel Tavares de Almeida                                               | 28. September 2017                                 | |
| Soziales Handeln 2019: Soziales Handeln, Familie und Frauenförderung                                                         | Faustina Fernandes Inglês de Almeida Alves                              | 28. September 2017 20. Juni 2019                   | 20. Juni 2019                                                                                           |
| Territorialverwaltung und Staatliche Reformen 2020: Minister für Territorialverwaltung                                       | Adão Francisco Correia de Almeida Marcy Cláudio Lopes                   | 28. September 2017 6. April 2020                   | 6. April 2020                                                                                           |
| Öffentliche Verwaltung, Arbeit und soziale Sicherheit                                                                        | Jesus Faria Maiato Teresa Rodrigues Dias                                | 28. September 2017 6. April 2020                   | 6. April 2020                                                                                           |
| Landwirtschaft, ländliche Entwicklung und Forstwirtschaft 2019: Land- und Forstwirtschaft 2020: Landwirtschaft und Fischerei | Marcos Alexandre Nhunga António Francisco de Assis                      | 28. September 2017 24. Juli 2019                   | 24. Juli 2019                                                                                           |
| Soziale Kommunikation | Aníbal João da Silva Melo                                               | 28. September 2017                                 | 6. April 2020: Zusammenlegung mit dem Ministerium für Telekommunikation und Informationstechnologien    |
| Kultur 2021: Kultur, Tourismus und Umwelt                                                                                    | Carolina Cerqueira Maria da Piedade de Jesus Filipe Silvino de Pina Zau | 28. September 2017 20. Juni 2019 28. Oktober 2021  | 20. Juni 2019 28. Oktober 2021                                                                          |
| Wirtschaft und Planung | Pedro Luís da Fonseca Manuel Neto da Costa Mário Augusto Caetano João   | 28. September 2017 24. Juli 2019 1. September 2021 | 24. Juli 2019 1. September 2021                                                                         |
| Bildung | Maria Cândida Pereira Teixeira Ana Paula Elias Luísa Maria Alves Grilo  | 28. September 2017 9. Oktober 2019 6. April 2020   | 9. Oktober 2019 6. April 2020                                                                           |
| Energie und Wasser | João Baptista Borges                                                    | 28. September 2017                                 | |
| Familie und Frauenförderung                                                                                                  | Victoria Correia da Conceição                                           | 28. September 2017                                 | |
| Industrie 2020: Industrie und Handel                                                                                         | Bernarda Gonçalves Martins Victor Francisco dos Santos Fernandes        | 28. September 2017                                 | 6. April 2020                                                                                           |
| Justiz und Menschenrechte | Francisco Manuel Monteiro de Queiroz                                    | 28. September 2017                                 | |
| Jugend und Sport | Ana Paula Sacramento Neto                                               | 28. September 2017                                 | |
| Gesundheit | Silvia Paula Lutucuta                                                   | 28. September 2017                                 | |
| Finanzen | Archer Mangueira Vera Daves                                             | 28. September 2017 9. Oktober 2019                 | 9. Oktober 2019                                                                                         |
| Fischerei und Meeresangelegenheiten                                                                                          | Maria Antonieta Baptista                                                | 28. September 2017                                 | 24. Juli 2019: Zusammenlegung mit dem Ministerium für Land- und Forstwirtschaft                         |
| Auswärtige Angelegenheiten                                                                                                   | Manuel Domingos Augusto Tete António                                    | 28. September 2017 6. April 2020                   | 6. April 2020                                                                                           |
| Telekommunikation und Informationstechnologien 2020: Telekommunikation, Informationstechnologien und soziale Kommunikation   | José Carvalho da Rocha Manuel Gomes da Conceição Homem                  | 28. September 2017 6. April 2020                   | 6. April 2020                                                                                           |
| Umwelt | Paula Cristina Francisco Coelho                                         | 28. September 2017                                 | 28. Oktober 2021: Zusammenlegung mit dem Kulturministerium und dem Tourismusministerium                 |
| Handel | Jofre Van-Dúnem Júnior Victor Francisco dos Santos Fernandes            | 28. September 2017 17. März 2020                   | 17. März 2020 6. April 2020: Zusammenlegung mit dem Industrieministerium                                |
| Hochschulbildung, Wissenschaft, Technologie und Innovation                                                                   | Maria do Rosário Teixeira de Alva Sequeira Bragança Sambo               | 28. September 2017                                 | |
| Inneres | Ângelo de Barros Veiga Tavares Eugénio César Laborinho                  | 28. September 2017 24. Juli 2019                   | 24. Juli 2019                                                                                           |
| Raumplanung und Wohnungswesen                                                                                                | Ana Paula Chantre Luna de Carvalho                                      | 28. September 2017                                 | |
| Planung und territoriale Entwicklung                                                                                         | Job Graça                                                               | 28. September 2017                                 | |
| Tourismus | Maria Ângela Teixeira de Alva Sequeira Bragança                         | 28. September 2017                                 | 28. Oktober 2021: Zusammenlegung mit dem Kulturministerium und dem Umweltministerium                    |
| Urbanismus und Wohnen | Branca Manuel da Costa Neto do Espírito Santo                           | 28. September 2017                                 | |
| Ehemalige Kämpfer und Veteranen des Vaterlandes                                                                              | João Ernesto dos Santos                                                 | 28. September 2017 6. April 2020                   | 6. April 2020: Zusammenlegung des Ministeriums für Nationale Verteidigung und Veteranen des Vaterlandes |
| Nationale Verteidigung 2020: Nationale Verteidigung und Veteranen des Vaterlandes                                            | Salviano de Jesus Sequeira João Ernesto dos Santos 9. Oktober 2019      | 28. September 2017 6. April 2020                   | 6. April 2020                                                                                           |
| Parlamentarische Angelegenheiten                                                                                             | Rosa Luís de Sousa Micolo                                               | 28. September 2017                                 | |
| Mineralische Ressourcen und Erdöl 2020: Mineralische Ressourcen, Erdöl und Gas                                               | Diamantino Pedro Azevedo                                                | 28. September 2017                                 | |
| Transport | Augusto da Silva Tomás Ricardo Daniel Sandão Queirós Veigas de Abreu    | 28. September 2017 September 2018                  | September 2018                                                                                          |
| Staatsminister und Chef des Präsidialamtes                                                                                   | Frederico Manuel dos Santos e Silva Cardoso                             | 28. September 2017                                 | |

## Weblink
- Ministros auf der Homepage der Regierung (Portal Oficial do Governo da República de Angola)